# Ацуши Сакураи
Ацуши Сакурај је био јапански музичар и текстописац(композитор). Био је главни певач познатог рок бенда Бак-Тик од 1985. па све до његове смрти 2023. године. Првобитно се бенду придружио као бубњар 1983. године. Скоро сви од њихових двадесет три албума су се убрајали у топ десет јапанскe Oricon листе најпопуларнијих. Најчешће им се приписује да су оснивачи вжуал кеј јапанског ,стила музике и перформанса. 
Ацуши издаје соло албум Ao no Wakusei 2004. године. Такође је био члан групе Schwein заједно са другим Бак-Тик члановима Хисаши Имај, Саша Кониетско и Рејмонд Ватсом. Соло проекат  Mortal започиње 2015. године . Након што му се слошило на Бак-Тиковом концерту он умире у Јокохаминској болници 19. октобра 2023. године.

## Биографија
Aцуши је рођен 7. марта 1966. Године у Фуџиоци, делио је рођендан и изглед са својим оцем којег је описивао као алкохоличара. У петом разреду основне школе купује први грамофон и прву плочу. Та прва плоча била је Осети срећу од Шинђи Хараде.Био је импресиониран Kiss шминком и  Bay City Rollers мелодијом али више је волео Хараду, Twist и Cher. Иако је у исто време добио и гитару брзо је одустао од ње јер није ни размишљао о томе да постане музичар.
Већ и пре уписа средње школе у Фуџиоци сматрали су га за самотњака који се креће са лошим друштвом. То се променило у трећој години средње школе, када се спријатељио са другаром из разреда Хисашијем Имаијем, који га је упознао са панк роком. Док су заједно слушали плоче, често би говорили о оснивању бенда , упркос томе што нико од њих тада није могао да свира. Ацуши је изабрао бубњеве јер је мислио да ће бити кул. Он је касније рекао да је посматрање колега из бенда  Boøwy послужило као  инспирација за оснивање бенда, као и Bauhaus  и David Bowie . Након што је завршио средњу школу 1984, Ацуши се запослио и наставио да свира у бенду, убрзо је бенд добио име Бак-Тик. Међутим , он је рекао да је  у бенду само зато што није имао шта друго да ради. Описао је ово као најгори период свог живота и почео да много пије као његов отац.  
Сакураијево презиме је првобитно написано са првим канџијем као "桜" , али када му је мајка умрла 1990. године променио га је у "櫻", старију верзију. Такође је писао "Jupiter"  и "Sakura"  о мајчиној смрти. Сакураи се оженио Бак-Тик стилистом 1991. Имали су једног сина, добитника награде Akutagawa ,писац  Харука Тоно, пре него што су се развели годину дана касније.  Поново се оженио у јуну 2004 године. 

## Каријера
Када су остали чланови Бак-Тика завршили средњу школу и преселили се у Токио, Ацуши је једини који је остао у Фуџиоци јер је његов отац био против  његовог бенда и Ацуши је био забринут за своју мајку. Ацуши је тада одлучио да постане певач. Он је питао Тола Јагамија да ли може да буде вокал његовог бенда SP, али је одбијен. Када му је преминуо отрац Ацуши се сели у Токио и поново прикључује бенду. 
Бак -Тик је објавио њихов главни деби албум са  Victor Entertainment 1987. Њихов сингл из 1988. "Just One More Kiss" донео им је огромну популарност када је досегао шесто место на Oricon листи  . Наредне године, њихов четврти студијски албум  Taboo достигао је број један и први пут су наступили на Токијској куполи. Године 1990, сингл "Aku no Hana"   и албум истог имена достигао број један на свим топ листама. Бак-Тик наставља са тридесет година успешне каријере а скоро сви албуми им досижу листу топ десет Oricon. То укључује  Izora из 2023. године, њихов двадесет трећи студијски албум и последњи са Ацушијем. 
Бак -Тик Chaos After Dark турнеја требало је да почне у децембру 1996. године, међутим то је одложено након што се Ацуши озбиљно разболео од акутног перитонитиса док је био на фотографисању у Непалу.  Са угроженим животом, пребачен је назад у Јапан, где је био хоспитализован око месец дана.  Пропуштени датуми концерата надокнађени су турнејом у марту 1997.
На концерту деветог децембра 2018. године Ацуши је видно био лоше али је инсистирао да заврши концерт. Након тога дијагностиковао му је крварење у дигестивном тракту и остали концерти су били одложени.

### Соло каријера
Ван Бак-Тика Ацуши је сарађивао са бендом Der Zibet.1991 на њиховом албумуShishunki II и на његовом поновном снимању за Kaikoteki Mirai - Nostalgic Future из 2010. Сакураи је био пратећи вокале за песму "Koi no Hallelujah"  на албуму Flowers из 1994. године од Der Zibet вокалисте Исеја, као и песме "No One Gets Out of Her Alive"  и "Contempt" са албума Wrecked  из 1996. за Pig.За албум Масамија Цучије из 1998. Mori no Hito , он пева главне вокале а за  "A Mid Summer Night's Forest"  и "Goblin Forest"  је написао текст.
2004. Ацуши је објавио свој први соло албум Ai no Wakusei. Садржи музику коју су компоновали различити музичари као што су Ваине Хусеи, Таијџи Сато и Робин Гутхрие. 2004. је такође дебитовао у глуми, са главном улогом у кратком филму Longinus од Риухеиј Китамуре. Објавио је књигу своје поезије и текстова под називом Yasou (夜想, "Ноктурно") 2004. године.
Сакураи и његов колега из групе Бак-Тик Хисаши Имаи удружили су се са енглеским и немачким индустријским музичарима Рејмондом Вотсом и Сашом Конијецком да би 2001. године формирали групу Schwein . Издали су један студијски албум, Schweinstein, један албум ремикса,  Son of Schweinstein, и одржали јапанску турнеју, све пре него што су се распали у току године.
Сакураи је коаутор песме  "Shinkai"  за деби албум Чиакија Куријаме из 2011.  Circus.

## Смрт и наслеђе
19. октобра 2023., током концерта Бак -Тик-а у KT Zepp у Јокохами,  који је био искључиво за чланове њиховог фан клуба, Ацуши је хитно пребачен у болницу због изненадних знакова болести, нагло прекинувши наступ.Преминуо је у болници у 23:09. те ноћи, у 57. години. Наредних дана одржана је приватна сахрана којој су присуствовали блиски пријатељи и породица. Његову смрт бенд је објавио 24. октобра.Бук-Тик је одржао дводневни догађа у знак сећањај за Ацушија, под називом The Ceremony -Atsushi Sakurai - (THE CEREMONY -櫻井敦司へ-), у Zepp Haneda 8. и 9. децембра. Процењује се да је присуствовало око 20.000 људи.

## Дискографија
Синглови
- "Sacrifice" (26. мај 2004), Oricon Singles Chart Peak Position: #25[23]
- "Taiji/Smell" (胎児/SMELL, "Embryo/Smell") ,21. јула  2004. #22[23]
- "Wakusei -Rebirth-" (惑星-Rebirth-, "Planet -Rebirth-"), 23. фебруара 2005. #62[23]

Албуми
- Ai no Wakusei (愛の惑星, "Planet of Love") June 23, 2004, Oricon Albums Chart Peak Position: #15[24]

DVD-ови
- Longinus (25. август 2004, кратки филм), Oricon DVDs Chart Peak Position: #16[25]
- -Explosion- Ai no Wakusei Live 2004 (-EXPLOSION -愛の惑星Live2004, 16. децембра 2004.) #47[25]

Са the Mortal
- Spirit (14. октобра 2015.) #11[26]
- I am Mortal (11. новембра 2015.) #12[26]
- Immortal (9. марта 2016.)

With Schwein
- Schweinstein (2001)
- Son of Schweinstein (2001)

### Књиге
- Yasou (夜想, "Nocturne") 14. јул 2004.
- Sacrifice (20. јул 2004.)